# Godfrey Onah
Godfrey Igwebuike Onah (ur. 18 sierpnia 1956 w Imilike Ani) – nigeryjski duchowny katolicki, biskup Nsukki od 2013.

## Życiorys

### Prezbiterat
Święcenia kapłańskie przyjął 28 lipca 1984 i został inkardynowany do diecezji Enugu. Po kilkuletnim stażu wikariuszowskim został wykładowcą seminarium w Owerri. W 1988 rozpoczął studia na Papieskim Uniwersytecie Urbaniana w Rzymie, uwieńczone doktoratem w 1992. W 1990 został prezbiterem nowo utworzonej diecezji Nsukka, jednak po obronie doktoratu związał się z Uniwersytetem Urbaniana, wykładając na nim filozofię. W 2008 został wicerektorem uczelni.

### Episkopat
13 kwietnia 2013 papież Franciszek biskupem ordynariuszem Nsukki. Sakry biskupiej udzielił mu 4 lipca 2013 metropolita Abudży - kardynał John Onaiyekan.